# Coenocorypha barrierensis
Coenocorypha barrierensis je vyhynulý druh bekasiny z rodu Coenocorypha, který byl endemický pro Severní ostrov Nového Zélandu (na Jižním ostrově bývala rozšířená bekasina Coenocorypha iredalei). Bekasina Coenocorypha barrierensis vyhynula na Severním ostrově krátce po příchodu Polynésanů koncem 13. století a rozšíření invazivní krysy ostrovní. Poslední populace přežívala na ostrově Little Barrier až do 70. let 19. století.  

## Systematika
Taxonomická historie rodu Coenocorypha je poměrně komplikovaná a řada předchozích revizí byla ztížena nedostatkem exemplářů, chybně uvedenými lokalitami původu kosterních vzorků nebo špatně identifikovanými exempláři. Za formální autoritu bekasiny Coenocorypha barrierensis se považuje Walter Oliver, novozélandský přírodovědec a muzejní kurátor. Oliver tento taxon však popsal jako Coenocorypha aucklandica barrierensis, tedy poddruh bekasiny malé (Coenocorypha aucklandica). Moderní taxonomie však považuje Coenocorypha barrierensis za samostatný druh.

## Popis a ekologie
C. barrierensis představovala malou bekasinu o výšce asi 20 cm a váze kolem 90 g. Podle proporcí křídel se předpokládá, že uměla létat. O chování není prakticky nic známo, avšak lze předpokládat, že byla biologicky a ekologicky podobná ostatním zástupcům rodu Coenocorypha.

## Vyhynutí
Z geografické šíře kosterních pozůstatků to vypadá, že C. barrierensis byla původně rozšířena po celé ploše Severního ostrova. Po příchodu Polynésanů na Nový Zéland koncem 13. století však populace druhu začala rapidně ubývat v důsledku predace. Polynésané si totiž s sebou dovezli krysu ostrovní, která se po ostrově začala rychle a nekontrolovatelně šířit a způsobila rychlé vyhynutí mnoha druhů, včetně C. barrierensis. Druh přežil pouze ostrově Little Barrier, a to až nejméně do roku 1870. Otázku přežití této bekasiny na ostrově Little Barrier i přes přítomnost krys ostrovních si přírodovědci vysvětlují tak, že krysy ostrovní patrně dorazily na Little Barrier až poměrně krátce před rokem 1870, takže ještě neměly šanci veškerou populaci druhu vyhladit. Poslední a jediný známý exemplář druhu byl odchycen na Little Barrier v roce 1870. Někdy krátce po roce 1870 na ostrov Little Barrier dorazily první kočky, které se rychle postaraly o vymizení zbývající populace bekasiny C. barrierensis, pokud v té době ještě vůbec nějaké zbyly.